# 유황호

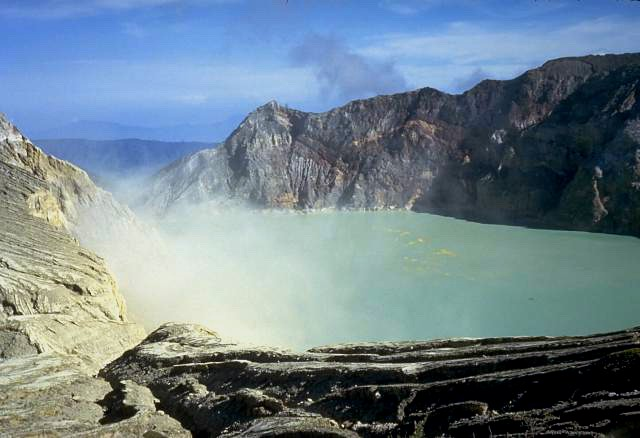
이젠 산의 칼데라 유황 호수

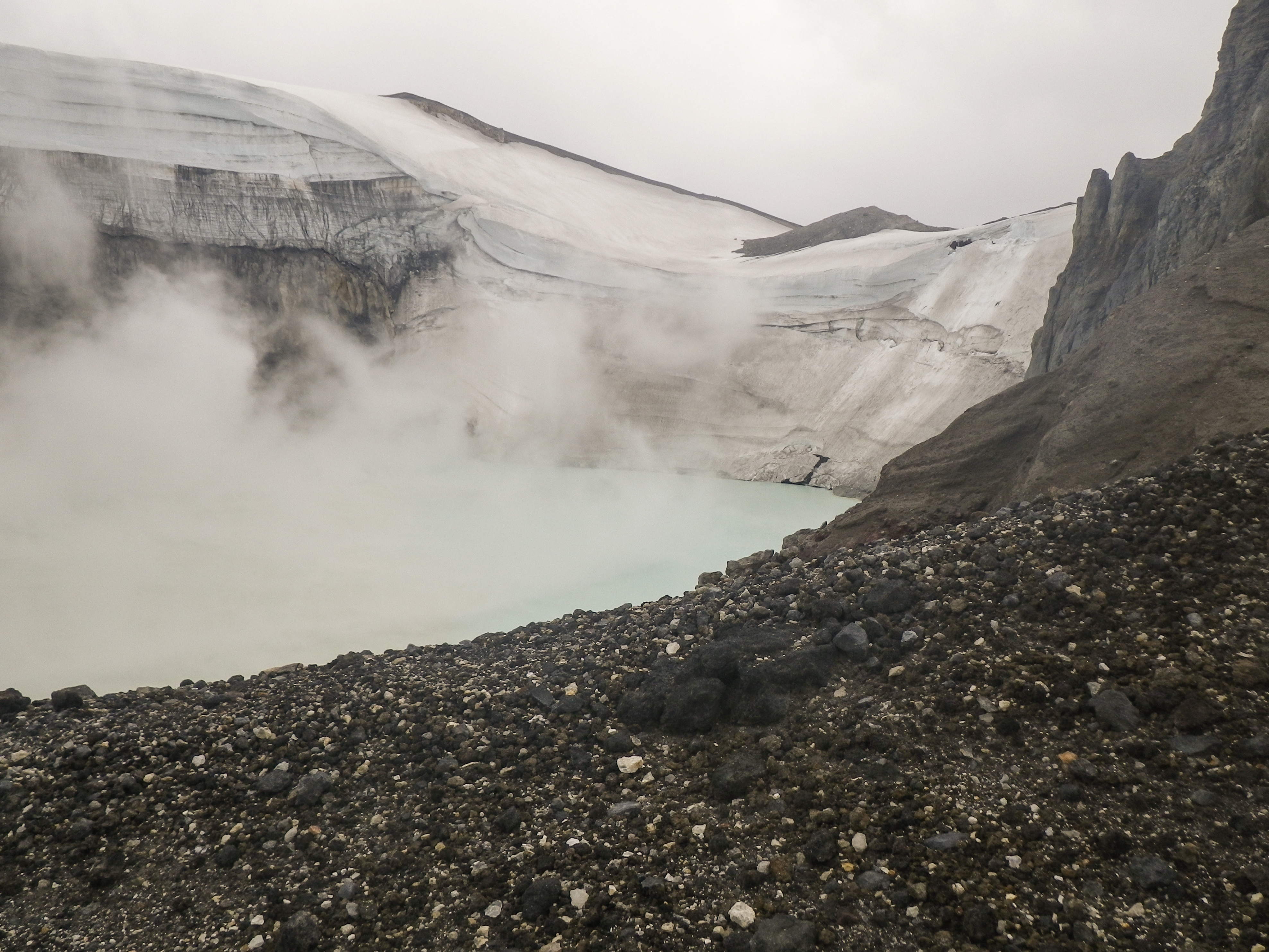
코파우에 산의 유황 호수

유황호(Sulphur Lake)는 화산호의 일종으로, 화산의 분화구나 칼데라에 고여있는 유황이 녹아서 생긴 호수이다.
화산이 분화하면 높은 열에 의해 유황이 녹는데, 그로 인해 유황이 물처럼 흘러 분화구에 고인다. 이것이 바로 유황호이다.
대표적인 예는 일본 아소 산의 나카다케 분화구, 포아스 화산, 투풍가티토 산, 불루산 산, 와이오타푸, 루아페후 산,
산타아나 화산, 이라수 화산, 말리세먀치크 산 등 여러 화산에 분포하고 있다. 특히 아이슬란드의 크리수빅 화산에는 거대한
유황호가 있으며, 포아스 화산에서는 이곳에서 분화가 일어난다. 인도네시아의 에곤 산에도 있으며, 산타아나 화산의 것은
색이 노란색이다. 와이오타푸에서는 곳곳에 위치해 있다. 브로모 화산의 분화구를 바라보면 썩은 달걀 냄새가 나는데, 그것은 분화구
안에 노란색의 유황호가 있기 때문이다. 아나타한섬 화산 분화구의 유황호는 초록색이며, 그 주변에서 유황 연기가 피어오른다.
아소 산에서는 그곳에서 화산가스가 나온다. 그러다가 갑자기 많이 분출하기도 한다. 아이슬란드의 유명한 칼데라인 크라플라 산에서도
발견된다.